# Last Christmas (filme)
Last Christmas (prt: Last Christmas; bra: Uma Segunda Chance para Amar) é um filme de comédia romântica de 2019 dirigido por Paul Feig e escrito por Bryony Kimmings e Emma Thompson, que coescreveu a história com seu marido, Greg Wise. Baseado na música de mesmo nome, o filme é estrelado por Emilia Clarke como uma desiludida funcionária de loja de Natal que forma um relacionamento com um homem misterioso (Henry Golding) e começa a se apaixonar por ele; Thompson e Michelle Yeoh também participam no filme.
Foi lançado nos Estados Unidos em 8 de novembro de 2019 e no Reino Unido em 15 de novembro de 2019 pela Universal Pictures. Ele recebeu críticas mistas dos críticos, que elogiaram as performances e a química de Clarke e Golding, mas criticaram o roteiro e a reviravolta na trama. O filme foi um sucesso de bilheteria, arrecadando US$ 123 milhões em todo o mundo.

## Sinopse
Kate (Emilia Clarke) é uma jovem inglesa cuja vida é uma bagunça. Ela trabalha como elfo em uma loja temática de natal o ano todo. Quando ela conhece Tom (Henry Golding), o que parecia impossível se torna realidade, conforme o rapaz enxerga através de todas as barreiras que ela construiu.

## Elenco
- Emilia Clarke como Katarina "Kate"
- Henry Golding como Tom Webster
- Michelle Yeoh como Huang Qing Shin / "Papai Noel"
- Emma Thompson como Petra
- Lydia Leonard como Marta
- Boris Isaković como Ivan
- Rebecca Root como Dr. Addis
- Ingrid Oliver[7] como Police Woman Crowley
- Laura Evelyn como Policeill Churchill
- Patti LuPone como Joyce
- Rob Delaney como Diretor de Teatro
- Peter Serafinowicz como Produtor de Teatro
- Peter Mygind como "Garoto"
- Amit Shah como Andy
- Maxim Baldry como Ed
- Sue Perkins como diretora de espetáculos no gelo.

Além disso, Madison Ingoldsby e Lucy Miller retratam as jovens Kate e Marta, respectivamente. Andrew Ridgeley ,da dupla Wham! ,cuja música "Last Christmas" é fundamental para o enredo, faz uma aparição no público ao final do filme.

## Produção
Em setembro de 2018, foi relatado que Emilia Clarke e Henry Golding estrelariam uma comédia romântica ambientada em Londres no Natal ,intitulada Last Christmas .Paul Feig deveria dirigir, com Emma Thompson co-escrevendo o roteiro. Em outubro, foi anunciado que Thompson também estrelaria, e que o filme apresentaria a música do falecido cantor George Michael ,incluindo " Last Christmas ", e faixas inéditas. Em novembro de 2018, Michelle Yeoh se juntou ao elenco do filme.
Foi filmado de 26 de novembro de 2018 a fevereiro de 2019. Os locais de filmagem incluíram Piccadilly Circus , Strand ,Regent Street ,Thames Embankment ,Covent Garden (onde fica a loja de Natal), West London Film Studios ,Igreja Paroquial de St Marylebone e o Jardim Phoenix.
Em 31 de outubro de 2019, Thompson e Wise publicaram uma coleção de ensaios pessoais sobre o significado do Natal em um livro também chamado Last Christmas . Os colaboradores incluem Andy Serkis ,Caitlin Moran , Olivia Colman e Emily Watson .Os lucros do livro foram para duas instituições de caridade, Crisis e The Refugee Council.

### Trilha Sonora
A partitura foi composta por Theodore Shapiro .Back Lot Music lançou a trilha sonora do filme.
Um álbum oficial da trilha sonora foi lançado pela Sony Music em CD ,vinil em dois discos e formatos digitais em 8 de novembro de 2019. O álbum contém 14 da dupla Wham! e músicas solo de George Michael, além de uma música inédita originalmente concluída em 2015 intitulada "This Is How". O álbum da trilha sonora estreou no número um na parada oficial de álbuns de trilhas sonoras do Reino Unido e no número 11 na parada de álbuns do Reino Unido em 15 de novembro de 2019. Também entrou na parada de álbuns australianos no número sete, a tabela de álbuns irlandeses, onde estreou no número 32, subindo para o número 26 na semana seguinte e no número 55 no Billboard 200 dos EUA.

## Lançamento
Nos Estados Unidos, o filme estava previsto para ser lançado em 15 de novembro de 2019, mas foi transferido uma semana para 8 de novembro. Foi lançado em 15 de novembro de 2019 no Reino Unido.
No Brasil, foi lançado em 28 de novembro de 2019, e em Portugal, em 5 de dezembro de 2019.

## Recepção

### Bilheteria
O filme arrecadou US$ 35 150 750 nos Estados Unidos e Canadá, e US$ 88 295 422 em outros territórios, totalizando US$ 123 446 172 em todo o mundo.
Nos Estados Unidos e no Canadá, Last Christmas foi lançado ao lado de Doctor Sleep , Midway e Playing with Fire ,e foi projetado para arrecadar US$ 13 a 19 milhões de 3.448 cinemas em seu primeiro fim de semana. Ele faturou US$ 4,1 milhões em seu primeiro dia, incluindo US$ 575.000 em visualizações de quinta à noite. Ele estreou com US$ 11,6 milhões, terminando em quarto, atrás de seus colegas recém-chegados. Em seu segundo final de semana, o filme faturou US$ 6,7 milhões, terminando em quinto. O filme arrecadou US$ 3 milhões durante o terceiro fim de semana, terminando em nono e perdendo 1.043 cinemas.
No Reino Unido, estreou para 2,7 milhões de libras, de 612 cinemas, terminando em primeiro lugar.

### Crítica
No Rotten Tomatoes ,o filme possui uma taxa de aprovação de 46% com base em 196 críticas, com uma classificação média de 5,38 / 10. O consenso dos críticos do site diz: "Leads prováveis, talento fantástico nos bastidores e um gancho musical intrigante não são suficientes para salvar o Last Christmas de sua história mal concebida". No Metacritic o filme tem uma pontuação média ponderada de 50 em 100, com base em 40 críticos, indicando "críticas mistas ou médias". As audiências consultadas pelo CinemaScore deram ao filme uma nota média de "B-" na escala A + a F, enquanto as do PostTrak deram uma média de 3 de 5 estrelas.
Charles Bramesco, do The AV Club, chamou o filme de "um prazer culpado", mas criticou a reviravolta na trama como previsível. Ele elogiou Clarke por seu desempenho, dizendo "ela consegue o único teste real e significativo da habilidade de rom-com, pois nos faz querer que ela seja feliz".  Alonso Duralde, do TheWrap, comparou o filme a um álbum de Natal e disse que não era tão bom quanto o melhor trabalho de Paul Feig, embora "atenda ao desejo de pudim de Natal". David Fear, da Rolling Stone, descreveu o filme como "incrivelmente, chocante e monumentalmente ruim. O tipo de coisa ruim que fica entre encontrar um pedaço de carvão na sua meia e descobrir um dolorosamente alojado no seu reto".